# Radziszewo (Pozezdrze)
Radziszewo (deutsch Karlsfelde) ist ein Ort in der polnischen Woiwodschaft Ermland-Masuren und gehört zur Landgemeinde Pozezdrze (Possessern, 1938 bis 1945 Großgarten) im Powiat Węgorzewski (Kreis Angerburg).

## Geographische Lage
Radziszewo liegt im Nordosten der Woiwodschaft Ermland-Masuren, zehn Kilometer östlich der Kreisstadt Węgorzewo (Angerburg).

## Geschichte
Der ehedem als Abbau Rodies bezeichnete kleine Ort erhielt am 29. März 1816 den Namen Carlsfelde, dessen Schreibweise in Karlsfelde sich erst nach 1912 änderte. Es handelte sich bis 1945 um einen Wohnplatz in der Gemeinde Krzywinsken (1927 bis 1945 Sonnheim, polnisch Krzywińskie), die in den Amtsbezirk Popiollen (polnisch Popioły) eingegliedert war, der – 1939 in „Amtsbezirk Albrechtsweisen“ umbenannt – zum Kreis Angerburg im Regierungsbezirk Gumbinnen der preußischen Provinz Ostpreußen gehörte. In Carlsfelde lebten im Jahre 1905 insgesamt 65 Einwohner.
Im Jahre 1945 wurde Karlsfelde mit dem gesamten südlichen Ostpreußen in Kriegsfolge Polen zugeordnet und trägt seitdem die polnische Namensform „Radziszewo“. Das Dorf ist heute eigenständig und Sitz eines Schulzenamtes (polnisch sołectwo) innerhalb der Landgemeinde Pozezdrze (Possessern, 1938 bis 1945 Großgarten) im Powiat Węgorzewski (Kreis Angerburg), vor 1998 der Woiwodschaft Suwałki, seither der Woiwodschaft Ermland-Masuren zugehörig.

## Kirche
Bis 1945 war die mehrheitlich evangelische Bevölkerung Karlsfeldes in die Kirche Buddern (polnisch Budry) in der Kirchenprovinz Ostpreußen der Kirche der Altpreußischen Union und der katholische Bevölkerungsanteil in die Kirche Zum Guten Hirten in Angerburg im Bistum Ermland eingepfarrt.
Heute gehört Radziszewo einerseits zur katholischen Pfarrei in Kuty (Kutten) im Bistum Ełk (Lyck) der Römisch-katholischen Kirche in Polen, andrerseits zur evangelischen Kirchengemeinde in Węgorzewo, einer Filialgemeinde der Pfarrei in Giżycko (Lötzen) in der Diözese Masuren der Evangelisch-Augsburgischen Kirche in Polen.

## Verkehr
Radziszewo ist über eine Stichstraße zu erreichen, die in Krzywińskie (Krzywinsken, 1927 bis 1945 Sonnheim) von einer Nebenstraße abzweigt, die die polnische Landesstraße DK 63 (einstige deutsche Reichsstraße 131) bei Pozezdrze (Possessern, 1938 bis 1945 Großgarten) mit der Woiwodschaftsstraße DW 650 (ehemals Reichsstraße 136) bei Budry (Buddern) verbindet. Eine Bahnanbindung besteht nicht.